# Wojtek Wolski
Wojtek Wolski, właśc. Wojciech Wolski (ur. 24 lutego 1986 w Zabrzu) – kanadyjski hokeista pochodzenia polskiego, reprezentant Kanady, olimpijczyk.

## Kariera klubowa
- Toronto Marlboros Midget AAA (2000-2001)
- St. Michael’s Buzzers (2001-2002)
- Brampton Battalion (2002-2006)
- Colorado Avalanche (2005-2010)
- Phoenix Coyotes (2010-2011)
- New York Rangers (2011-2012)
  -  Connecticut Whale (2012)
- Florida Panthers (2012)
- Washington Capitals (2012-2013)
  -  Ciarko PBS Bank KH Sanok (2012)
- Torpedo Niżny Nowogród (2013-2015)
- Mietałłurg Magnitogorsk (2015-2016)
- Kunlun Red Star (2017)
- Mietałłurg Magnitogorsk (2017-2018)
- Kunlun Red Star (2018-2019)
- HC Ambrì-Piotta (2019)
- HC Oceláři Trzyniec (2019-2020)

### Brampton Battalion
Występował w kanadyjskich rozgrywkach juniorskich. Po roku w lidze OPJHL, w 2002 został wybrany w drafcie do CHL z numerem 3 przez klub Brampton Battalion. W barwach tej drużyny grał przez cztery sezony w lidze OHL. Ustanowił wówczas trzy rekordy dotyczące: liczby zdobytych goli, asyst oraz punktów.

### Colorado Avalanche

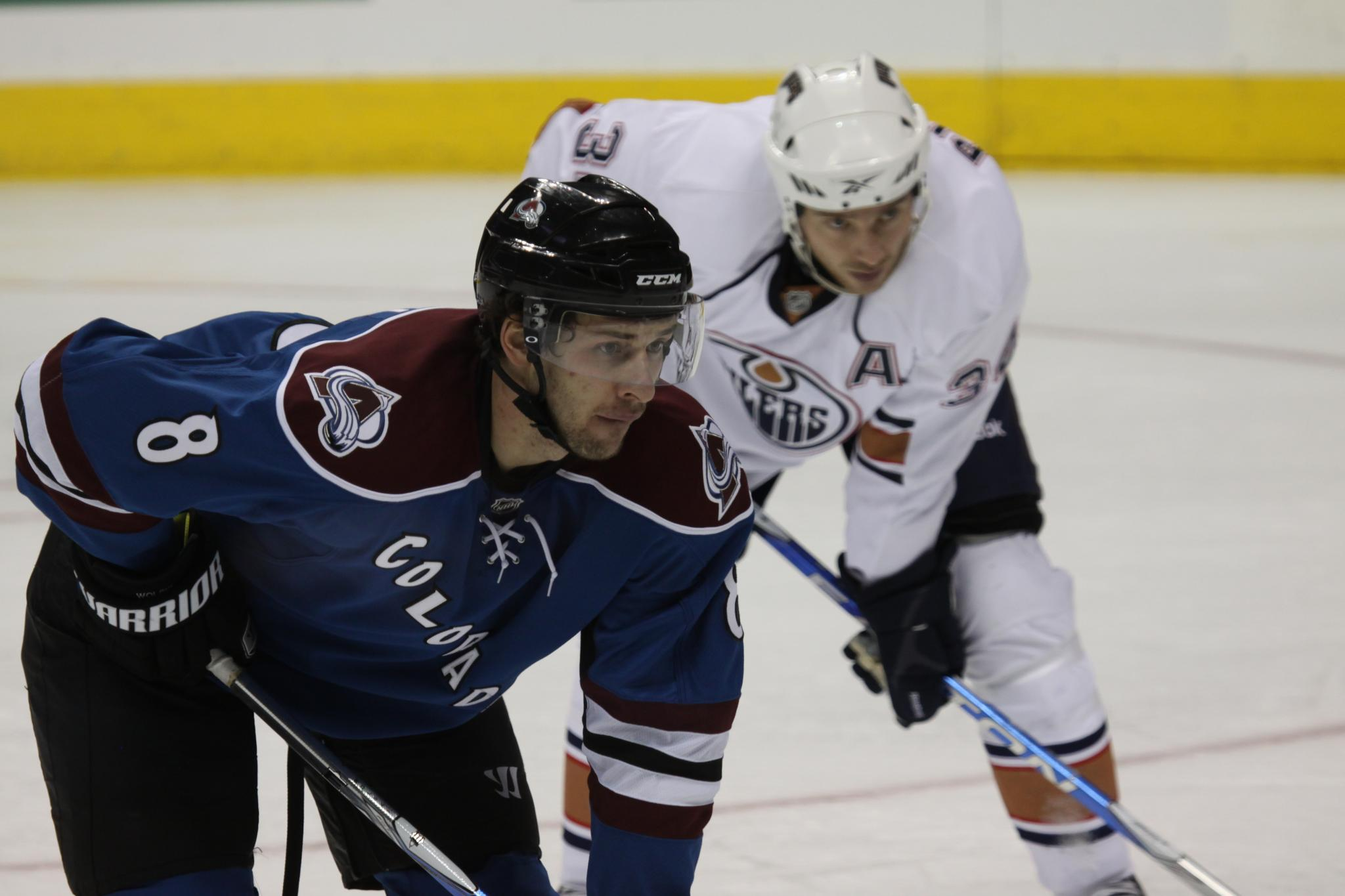
Wojtek Wolski (z lewej) w barwach Colorado Avalanche (6 lutego 2010)

26 czerwca 2004 został wybrany numerem 21 w pierwszej rundzie draftu NHL i trafił do drużyny Colorado Avalanche. Swój pierwszy mecz w NHL rozegrał 5 października 2005 w wyjazdowym spotkaniu z Toronto Maple Leafs (mieście, w którym dorastał) w hali Maple Leaf Gardens. Pierwszą bramkę strzelił pięć dni później w meczu z inną kanadyjską drużyną, Calgary Flames.
W sezonie 2006/2007 Wojtek Wolski został powołany do Meczu Młodych Gwiazd NHL.
Wolski był zawodnikiem klubu z Denver przez niespełna pięć sezonów (2005-2010). 2 marca 2010 został przekazany do drużyny Phoenix Coyotes, zaś za niego w ramach wymiany do Colorado trafili zawodnicy z Phoenix – Peter Mueller oraz Kevin Porter.
Do transferu doszło, mimo że Wolski był jednym z najbardziej wyróżniających się graczy Colorado w sezonie 2009/2010. Do momentu transferu był również w czołówce klasyfikacji klubowych. W tymże sezonie zanotował w Colorado 47 pkt. w punktacji kanadyjskiej (za 17 goli i 30 asyst) w 62 meczach (otrzymał także 21 minut kar). W statystykach „+,-” uzyskał 15 pkt. W wewnątrzklubowej klasyfikacji był w momencie odejścia drugi pod względem liczby asyst (30), w punktacji kanadyjskiej (47) i strzałów (156) oraz na trzecim miejscu jako snajper (17).
W sumie w 302 meczach w barwach Colorado (a także wszystkich dotąd występów w NHL) zanotował bilans 193 pkt. w punktacji kanadyjskiej (za 73 gole i 120 asysty), na ławce kar spędził 81 minut. Dodatkowo uzyskał 9 pkt. w fazie play-off (3 gole i 6 asyst) w 15 występach.

### Phoenix Coyotes

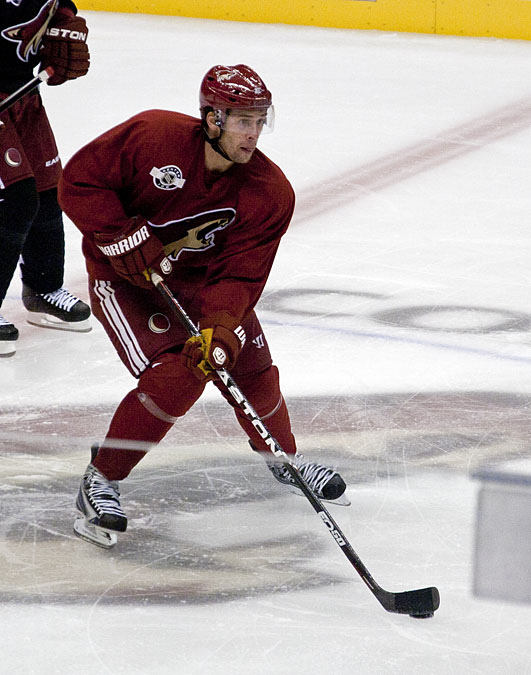
Wojtek Wolski w barwach Phoenix Coyotes (18 września 2010)

W zaledwie 2 dni po przeprowadzeniu transferu do Coyotes, 4 marca 2010, Wolski zadebiutował w nowym klubie, w meczu przeciwko swojej niedawnej drużynie Colorado Avalanche. Zdobył wtedy premierowego gola w barwach Phoenix, który był zarazem zwycięskim trafieniem w tym meczu. Ponad trzy tygodnie później, 27 marca w kolejnym meczu przeciw Colorado Avalanche, Wolski zdobył ponownie gola. W sezonie 2010/11 wystąpił w 36 meczach Coyotes, uzyskując 6 goli i 10 asyst.

### New York Rangers
11 stycznia 2011 został zawodnikiem New York Rangers. Transfer nastąpił w drodze wymiany za czeskiego zawodnika, Michala Rozsívala, który został przekazany z Nowego Jorku do Phoenix. Jak przyznał wówczas zawodnik, transfer do Rangers był jego marzeniem. Do końca fazy zasadniczej sezonu NHL (2010/2011) rozegrał w barwach nowojorskiego klubu 37 meczów, strzelając w nich 6 bramek i zaliczając 13 asyst. W fazie play-off zagrał 5 spotkań (uzyskał w nich 1 gola i 2 asysty).
Na początku sezonu NHL (2011/2012) w listopadzie 2011 przeszedł operację pachwiny, po której nastąpiła rehabilitacja. Wskutek tego został wyłączony z gry przez większość rundy zasadniczej. Na początku lutego 2012 został przekazany tymczasowo do klubu farmerskiego, Connecticut Whale (występującego w American Hockey League (AHL)) celem przygotowania kondycyjnego. W barwach zespołu z Hartford zdążył rozegrać 7 spotkań, w których strzelił 3 gole i uzyskał 2 asysty.
25 lutego 2012 nowojorski klub poinformował, że Wolski został oddany do klubu Florida Panthers (w zamian za niego z Sunrise przyszedł do NYR obrońca Michael Vernace). Do tego czasu w sezonie 2011/12 Wolski wystąpił w barwach Rangers tylko w 9 spotkaniach zaliczając w nich 3 asysty.

### Florida Panthers
Tuż po podpisaniu kontraktu z nowym klubem 25 lutego 2012 wystąpił w pierwszym meczu przeciwko Carolina Hurricanes, zostając w dodatku jego bohaterem, jako że na 1 minutę i 47 sekund przed końcem regulaminowego czasu gry strzelił dla Panthers wyrównującego gola (2:2). Bieg wydarzeń związanych z transferem i wydarzeniami meczowymi były tak niezwyczajne, że oficjalna strona internetowa klubu opisała je w znamienny sposób: „Gdy Wojtek Wolski obudził się w sobotę (25.02.) rano był zawodnikiem New York Rangers. Na koniec dnia został bohaterem Florida Panthers”. Ostatecznie mecz rozstrzygnęły rzuty karne – Wolski nie wykorzystał swojego najazdu, jednak mimo tego jego drużyna wygrała całe spotkanie 3:2. Gol zdobyty w premierowym meczu był także 250. punktem Wolskiego na taflach NHL. 27 marca 2012 po raz kolejny dał swojej drużynie wyjazdowe zwycięstwo 3:2 w meczu z Montréal Canadiens, uzyskał gola w meczu oraz wykorzystał decydujący najazd w serii rzutów karnych (trafił jako jedyny). Łącznie w sezonie zasadniczym Wolski wystąpił w 22 spotkaniach, w których zdobył 4 gole i zanotował 5 asyst. W fazie play-off (Florida odpadła w pierwszej rundzie z New Jersey Devils) rozegrał dwa mecze bez zdobyczy punktowej.

### Washington Capitals
11 lipca 2012 podpisał roczny kontrakt z Washington Capitals, opiewający na sumę 600 tys. dolarów. Był to jego piąty klub NHL w karierze. 20 stycznia 2013 w meczu inauguracyjnym sezon NHL (2012/2013), opóźniony z powodu lokautu Wolski strzelił gola i zaliczył asystę w swoim pierwszym meczu w barwach stołecznej drużyny, jednak jego zespół uległ Tampa Bay Lightning 3:6.
Po raz ostatni w drużynie wystąpił w sezonie regularnym 11 kwietnia 2013, po czym nie był powoływany do kadry meczowej. Łącznie zagrał w 27 meczach (odnotował w nich 13 punktów – 4 gole i 9 asyst). Do 2013 w pięciu zespołach rozegrał łącznie 480 meczów, w których uzyskał 284 punkty (107 goli i 177 asyst).

### Ciarko PBS Bank KH Sanok
W związku z lokautem w sezonie NHL (2012/2013) na początku października 2012 Wolski zdecydował się na występy w polskim klubie Ciarko PBS Bank KH Sanok. 15 października 2012 oficjalnie pojawił się w Sanoku, a 18 października podpisał tymczasowy kontrakt z klubem. W sanockiej drużynie, a zarazem w polskiej lidze, zadebiutował 19 października. W czterech pierwszych meczach zdołał uzyskać jedną asystę. W drugiej połowie listopada uczestniczył wraz z drużyną w turnieju III rundy Pucharu Kontynentalnego w sezonie 2012/2013, organizowanym w norweskim mieście Stavanger. Sanoczanie przegrali wszystkie trzy mecze grupowe (z gospodarzami, mistrzem Norwegii Stavanger Oilers 4:7, mistrzem Białorusi Mietałłurgiem Żłobin 3:5 oraz mistrzem Kazachstanu Bejbarysem Atyrau) i zostali wyeliminowani z rozgrywek. Wolski strzelił w turnieju trzy gole. Pierwszego gola ligowego zdobył 30 listopada w piątym meczu (była to zarazem setna bramka w sezonie drużyny z Sanoka). Ostatni mecz ligowy rozegrał na wyjeździe 7 grudnia 2012 z Zagłębiem Sosnowiec (wygrany 3:6) – zdobył w nim gola, a w końcówce którego stoczył bójkę na lodzie z Jakubem Jaskólskim. Łącznie w sanockiej drużynie rozegrał 12 oficjalnych meczów: 9 PLH i 3 w ramach Pucharu Kontynentalnego. W polskiej lidze uzyskał 10 punktów za 3 gole i siedem asyst, zaś w PK strzelił 3 gole. Dodatkowo wystąpił w spotkaniu sparingowym z węgierskim klubem Miskolci JJSE, w którym wykorzystał decydujący najazd w serii rzutów karnych i ustalił wynik na 3:4. Kontrakt Wolskiego z Sanokiem obowiązywał do 15 grudnia 2012 i w tym czasie zawodnik zakończył występy w Sanoku, po czym powrócił do Kanady.

### Torpedo Niżny Nowogród

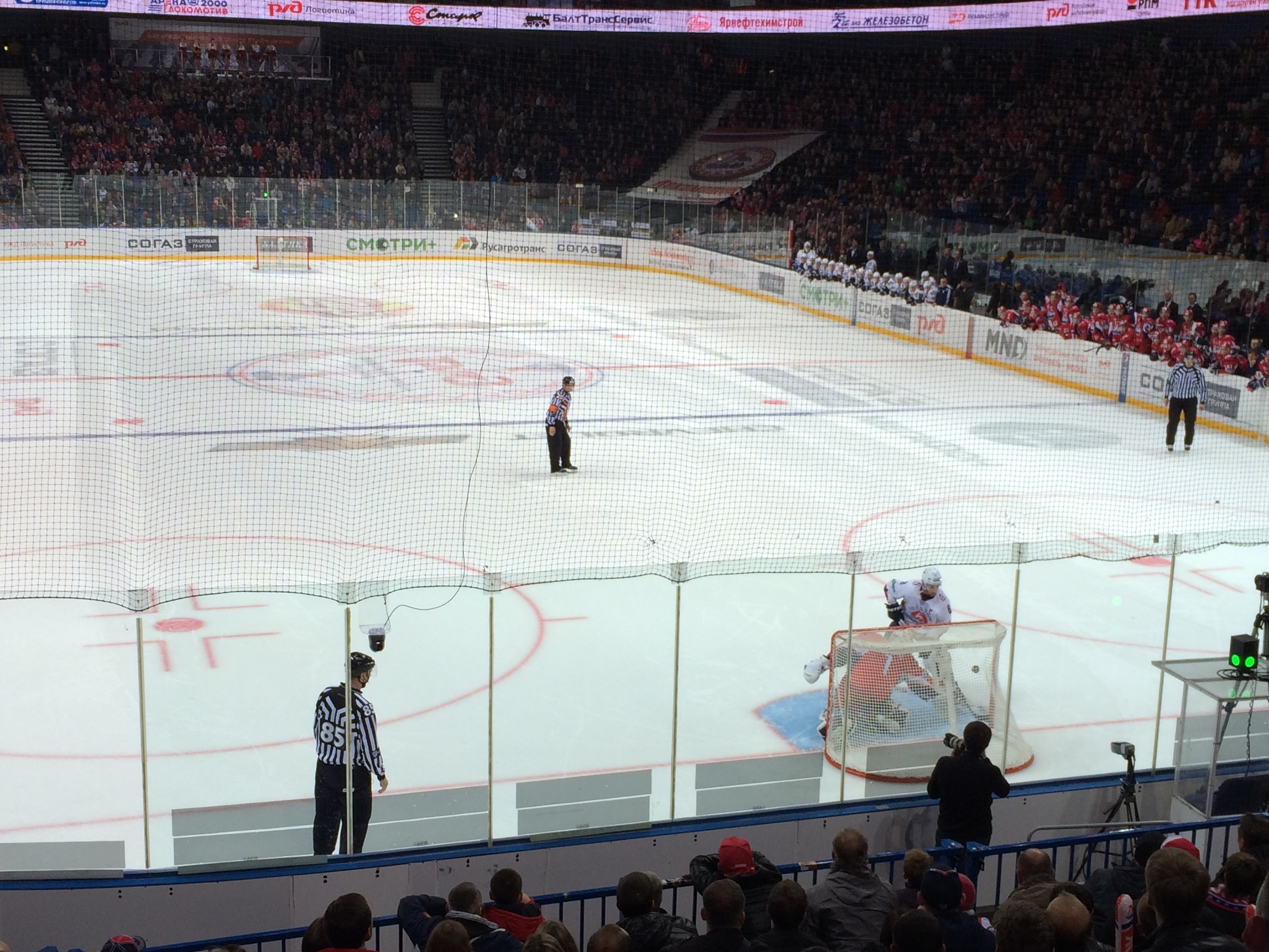
Wojtek Wolski w barwach Torpedo zdobywa gola w serii najazdów przeciw Łokomotiwowi Jarosław (2014)

20 maja 2013 został zawodnikiem Torpedo Niżny Nowogród w rozgrywkach KHL. Transfer potwierdził jego agent, Joe Resnick. Umowa została ustalona na dwa lata. Wolski prezentował skuteczną formę w letnich meczach przygotowawczych w barwach nowego zespołu. W pierwszych czterech meczach sezonu KHL (2013/2014) zaliczył cztery asysty, a w piątym, rozegranym w Bratysławie ze Slovanem strzelił dwa pierwsze gole w KHL, a jego drużyna wygrała 3:0. W ósmym meczu zdobył gola i dostał karę meczu za dźganie. Od początku sezonu grał w drugim ataku drużyny, następnie tymczasowo w trzeciej, a od stycznia 2014 trafił do pierwszej formacji, w której partnerowali mu dwaj Finowie Jarkko Immonen i Sakari Salminen. Wówczas skutecznie prezentował się w styczniu 2014, gdy w 12 meczach zdobył 13 punktów (6 goli i 7 asyst). Łącznie w 54 meczach sezonu zasadniczego uzyskał 38 punktów za 19 goli i 19 asyst. Torpedo awansowało do fazy play-off i odpadło w pierwszej rundzie.
Drugi sezon KHL (2014/2015) Wolski ponownie zaczął w skutecznym rytmie. Został mianowany kapitanem drużyny. 6 października 2014 ustanowił rekord ligi KHL zdobywając klasyczny hat-trick w czasie 106 sekund (poprawił rekord należący dotychczas do Olega Pietrowa). 25 stycznia 2015 wystąpił w Meczu Gwiazd KHL, w którym zdobył dwa gole, a ponadto w konkurencjach pozameczowych ustanowił rekord w czasie okrążenia lodowiska (13,178 sek.). W sezonie regularnym ponownie został najlepszym strzelcem drużyny zdobywając 23 gole, zaś w całej ligi był na 14. miejscu (przy czym z powodu kontuzji rozegrał 52 z 60 spotkań). W fazie play-off Torpedo odpadło w pierwszej rundzie.
Wraz z końcem kwietnia 2015 i wygaśnięciem kontraktu Wolski odszedł z klubu.

### Mietałłurg Magnitogorsk (I)
1 maja 2015 został zawodnikiem rosyjskiego klubu Mietałłurg Magnitogorsk w rozgrywkach KHL, podpisując kontrakt na dwa lata. W zaprezentowanym oficjalnym zestawieniu rozgrywek KHL Wojtek Wolski został sklasyfikowany na ósmym miejscu w rankingu najlepszych hokeistów pochodzących z Kanady w siedmioletniej historii ligi KHL. 14 października 2015 został ukarany dyskwalifikacją na pięć meczów za faul na zawodniku Dinamo Ryga. Podczas sezonu KHL (2015/2016) awansował do pierwszego ataku drużyny, występując w nim wraz z Siergiejem Moziakinem i Janem Kovářem. Zdobył zwycięskie trafienia w meczach przeciwko zespołem Ak Bars Kazań, dwukrotnie zakończonych wynikiem 1:0: w dniach 21 i 31 stycznia 2016. Z drużyną Magnitki dotarł do finału rozgrywek, gdzie zmierzył się z CSKA Moskwa. W czwartym meczu rozgrywki, zakończonym wynikiem 1:0, zaliczył asystę w zwycięskim golu spotkania, którego zdobył Czech Tomáš Filippi. Ostatecznie Magnitogorsk wygrał rywalizację 4:3, a Wolski został tym samym pierwszym polskim zdobywcą mistrzowskiego trofeum Pucharu Gagarina.
W trakcie sezonu KHL (2016/2017) w dniu 13 października 2016 w 49. minucie meczu Mietałłurga z Barysem Astana doznał poważnej kontuzji po uderzeniu w bandę okalającą lodowiska, po czym został przewieziony do szpitala, gdzie stwierdzono m.in. złamanie siódmego i czwartego kręgu szyjnego, uraz części szyjnej rdzenia kręgowego, wstrząśnienie mózgu. Tym samym jego występy zostały wykluczone w tym sezonie. 10 stycznia 2017 przeszedł zabieg operacyjny w związku z odniesioną kontuzją.

### Kunlun Red Star (I)
W pierwszej połowie 2017 prowadził operację oraz przeszedł operację wszczepienia płytki tytanowej wzmacniającej kręgosłup. Po ośmiu miesiącach od czasu odniesienia kontuzji, w czerwcu 2017 powrócił do treningu hokejowego na lodzie. Wówczas podpisał dwuletnią umowę z chińskim klubem Kunlun Red Star, także w lidze KHL. trenerem w tym klubie został Kanadyjczyk Mike Keenan, który wcześniej sprowadził Polaka do Magnitogorska. 13 sierpnia 2017 w barwach nowego zespołu wystąpił w towarzyskim meczu przeciw poprzedniej drużynie z Magnitogorska w trakcie XXVI Memoriału Iwana Ramazana i został wówczas udekorowany srebrnym medalem mistrzostw Rosji za poprzedni sezon. Na początku edycji KHL (2017/2018) pauzował z powodu kontuzji, zaś wystąpił w piątym meczu chińskiej drużyny w sezonie, a jednocześnie swoim pierwszym ligowym po kontuzji z 2016 – w tym tymże spotkaniu 1 września 2017 zdobył zwycięskiego gola w meczu przeciw Awtomobilistowi Jekaterynburg na wyjeździe (1:2). Dwa dni później w swoim drugim spotkaniu po kontuzji zaliczył trzy asysty w wyjazdowym meczu z Traktorem Czelabińsk (wygrana 4:5 po najazdach). W trzecim meczu zdobył gola przeciw Ładzie Togliatti (wygrana 0:2). W pierwszej części sezonu Wolski wyróżniał się zdobyczą asyst, w swoim najlepszym okresie jesienią 2017 awansował nawet na piąte miejsce wśród asystentów całej ligi, mając przy tym o kilka meczów rozegranych mniej od pozostałych hokeistów w klasyfikacji. Do 7 grudnia 2017 miał na koncie zdobytych 32 punty za 7 goli i 21 asyst i był najskuteczniejszym zawodnikiem chińskiego zespołu. W składzie drużyny występował w 1 lub 2 ataku wraz z Ołeksijem Ponikarowskim, Gilbertem Brulé, Brandonem DeFazio, Lucasem Lessio i Corym Kane’em.

### Mietałłurg Magnitogorsk (II)
W trakcie przerwy ligowej 14 grudnia 2017 ogłoszono transfer Wolskiego do Mietałłurga Magnitogorsk, gdzie trafił ponownie w ramach wymiany za Nicholasa Schausa. W dniu 19 grudnia 2017 po raz drugi w karierze zadebiutował w barwach Mietałłurga, przywdziewając tym razem numer 17 na koszulce oraz grając znów w pierwszym ataku z Siergiejem Moziakinem i Janem Kovářem. W play-off wraz z drużyną Mietałłurga dotarł do półfinału Konferencji Wschód, gdzie zostali wyeliminowani przez Ak Bars Kazań, późniejszego mistrza ligi.
W nowym sezonie KHL (2018/2019) pierwszego gola Wolski zdobył 9 września 2018 w czwartym spotkaniu sezonu w meczu przeciw swojej byłej drużynie Kunlun Red Star (3:1). 19 październikia 2018 został ogłoszone rozwiązanie kontraktu Wolskiego z klubem.

### Kunlun Red Star (II)
Wkrótce po odejściu z Magnitogorska, pod koniec października 2018 ponownie został zawodnikiem chińskiego klubu Kunlun Red Star, podpisując dwuletni kontrakt. Po dłuższym okresie absencji wystąpił pod koniec lutego 2019 w dwóch ostatnich meczach sezonu zasadniczego, w których zdobył dwa gole (jego drużyna nie awansowała do fazy play-off). W połowie 2019 przedłużył kontrakt o dwa lata.
Przed nowym sezonem KHL (2019/2020) Wolski był wskazywany jako lider drużyny KRS. W inauguracyjnym spotkaniu tej edycji 3 września 2019 zdobył dwa gole przeciw Saławatowi Jufajew Ufa. Drugie z tych trafień było golem numer 100 Wolskiego w historii jego występów w KHL. Ostatni mecz w barwach Kunlun rozegrał 28 listopada 2019. 3 grudnia 2019 poinformowano o zrzeczeniu się Wolskiego przez klub (tzw. waivers), a dwa dni potem jego kontrakt został rozwiązany.
W lipcu 2019 Wolski został uznany w zestawieniu przygotowanym przez oficjalną stronę KHL jednym z pięciu najlepszych transferów chińskiego klubu w historii.

### Ambrì-Piotta, Trzyniec
Pod koniec grudnia 2019 grał w barwach szwajcarskiego klubu HC Ambrì-Piotta podczas turnieju o Puchar Spenglera 2019 w Davos. 30 grudnia 2019 jego drużyna w półfinale uległa czeskiemu zespołowi HC Oceláři Trzyniec, a nazajutrz w ostatni dzień roku Wolski został ogłoszony zawodnikiem tego klubu. W swoim pierwszym spotkaniu w barwach tej drużyny 5 stycznia 2020 zaliczył asystę i zdobył zwycięskiego gola w dogrywce wyjazdowego meczu z HC Energie Karlowe Wary (1:2). W swoim drugim meczu w barwach Trzyńca, wygranym na wyjeździe z PSG Zlín 2:4, uzyskał hat trick zdobywając trzy gole.
W sezonie ekstraligi czeskiej 2019/2020 rozegrał dla Trzyńca 13 spotkań, w których strzelił 10 goli i zaliczył 7 asyst, a w zespole grał razem z innym Polakiem, Aronem Chmielewskim. Jego drużyna zajęła drugie miejsce w sezonie zasadniczym, zaś sezon został przedwcześnie zakończony wskutek pandemii COVID-19.
W sezonie 2020/2021 już nie występował w żadnej drużynie, a w grudniu 2020 ogłosił zakończenie kariery zawodniczej w wieku niespełna 35 lat.

## Kariera reprezentacyjna

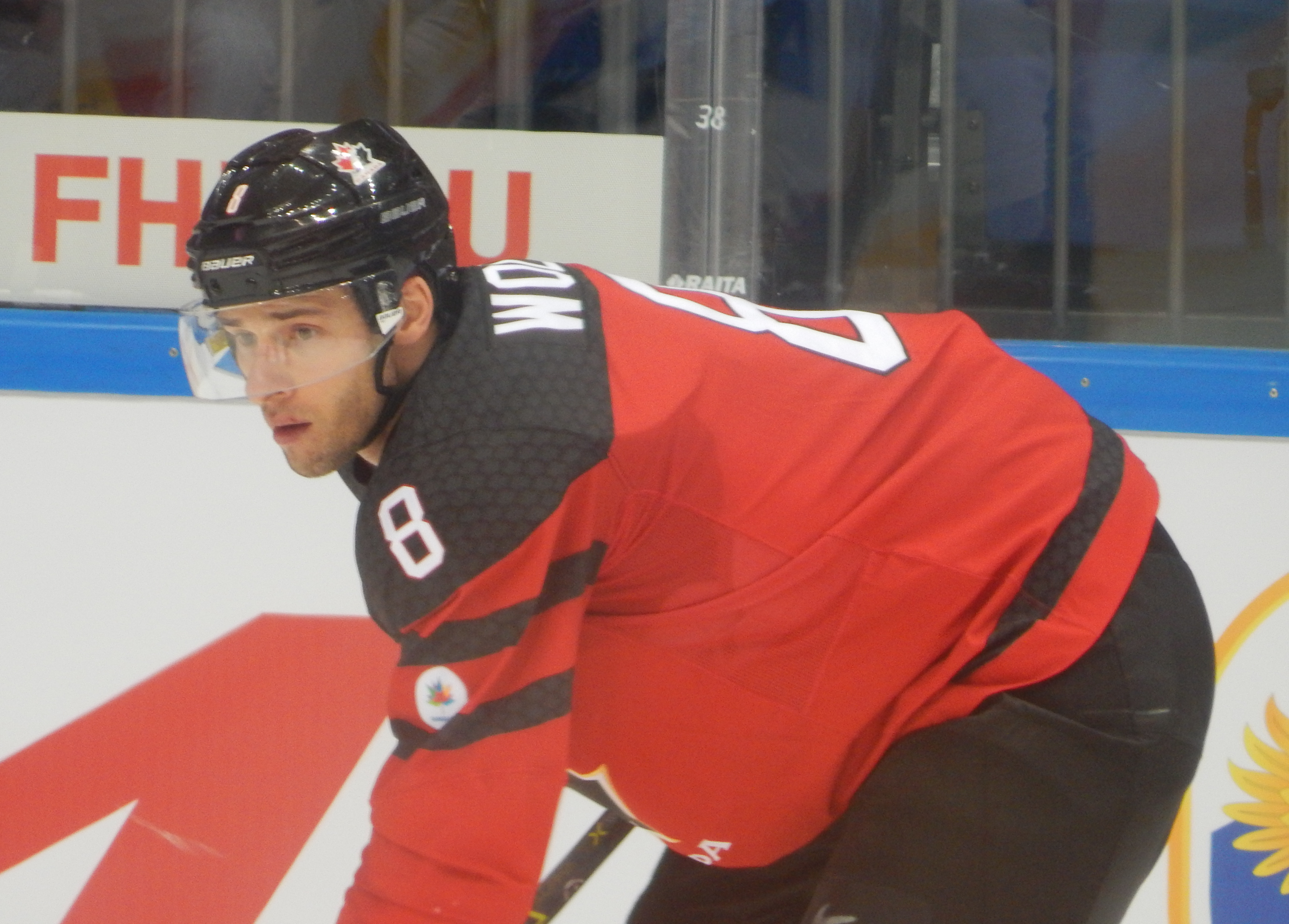
Wojtek Wolski w barwach Kanady (2017)

W przeszłości pojawiały się spekulacje dotyczące występów Wolskiego zarówno w barwach reprezentacji Kanady, jak i kadry Polski. Przez lata gra w składzie kraju Klonowego Liścia utrudniała zawodnikowi duża konkurencja. Możliwość reprezentowania Kanady pojawiła się w mediach w trakcie sezonu NHL (2009/2010) w kontekście turnieju zimowych igrzysk olimpijskich w 2010. Występy w kadrze Polski uniemożliwił przepis wprowadzony przez IIHF, w myśl którego Polskę mogą reprezentować tylko zawodnicy, którzy co najmniej przez dwa lata występowali w barwach jednego z klubów polskiej ekstraligi. Poza tym przeszkodę stanowiła bariera czasowa, jako że mistrzostwa świata niższych dywizji, w których występowała Polska, odbywają się w czasie kalendarzowym trwania sezonu NHL. Mimo to zawodnik wielokrotnie podkreślał, że czuje się Polakiem i deklarował chęć gry dla Polski.
W sierpniu 2017 w składzie zespołu Kanady brał udział w przedsezonowym turnieju towarzyskim w Soczi. W październiku 2017 Wolski został powołany do kadry Kanady na turnieju międzynarodowy Karjala Cup w Finlandii w ramach cyklu Euro Hockey Tour edycji 2017/2018, stanowiącego etap przygotowawczy do ZIO 2018. Podczas kolejnego turnieju z cyklu EHT, o Puchar Pierwszego Kanału w Moskwie Wolski zdobył zwycięskiego gola w meczu przeciw Korei Południowej (4:2). W styczniu 2018 otrzymał nominację do kadry Kanady na turniej Zimowych Igrzysk Olimpijskich 2018 w Pjongczangu. W pierwszym meczu turnieju w grupie A 15 lutego 2018 zdobył dwa gole w meczu przeciw Szwajcarii (5:1). W drugim spotkaniu 17 lutego przeciwko Czechom, jako jedyny ze swojej drużyny wykonał skuteczny najazd w pomeczowych rzutach karny, jednak Kanada przegrała mecz 2:3. W trzecim pojedynku grupowym 18 lutego przeciw Korei Południowej (4:0) asystował przy pierwszym golu zespołu autorstwa Christiana Thomasa. Następnie nie punktował zarówno w meczu ćwierćfinałowym 21 lutego przeciw Finlandii, wygranym 1:0, jak i półfinałowym 23 lutego przeciw Niemcom, niespodziewanie przegranym 3:4. W rywalizacji o brązowy medal, rozgrywane w dniu swoich 32 urodzin 24 lutego zdobył szóstego gola w wygranym spotkaniu przeciw Czechom (6:4).

## Statystyki
| 2001/2002                     | St. Michael’s Buzzers                   | OPJHL                         | 33    | 16  | 33   | 49    | 40    | –   | –  | –  | –  | –  |
| 2002/2003                     | Brampton Battalion                      | OHL                           | 64    | 25  | 32   | 57    | 24    | 11  | 5  | 0  | 5  | 6  |
| 2003/2004                     | Brampton Battalion                      | OHL                           | 66    | 29  | 41   | 70    | 30    | 12  | 5  | 3  | 8  | 8  |
| 2004/2005                     | Brampton Battalion                      | OHL                           | 67    | 29  | 44   | 73    | 41    | 6   | 2  | 5  | 7  | 6  |
| 2005/2006                     | Brampton Battalion                      | OHL                           | 57    | 47  | 81   | 128   | 46    | –   | –  | –  | –  | –  |
| 2005/2006                     | Colorado Avalanche                      | NHL                           | 9     | 2   | 4    | 6     | 4     | 8   | 1  | 3  | 4  | 2  |
| 2006/2007                     | Colorado Avalanche                      | NHL                           | 76    | 22  | 28   | 50    | 14    | –   | –  | –  | –  | –  |
| 2007/2008                     | Colorado Avalanche                      | NHL                           | 77    | 18  | 30   | 48    | 14    | 7   | 2  | 3  | 5  | 2  |
| 2008/2009                     | Colorado Avalanche                      | NHL                           | 78    | 14  | 28   | 42    | 28    | –   | –  | –  | –  | –  |
| 2009/2010                     | Colorado Avalanche                      | NHL                           | 62    | 17  | 30   | 47    | 21    | –   | –  | –  | –  | –  |
| 2009/2010                     | Phoenix Coyotes                         | NHL                           | 18    | 6   | 12   | 18    | 6     | 7   | 4  | 1  | 5  | 0  |
| 2010/2011                     | Phoenix Coyotes                         | NHL                           | 36    | 6   | 10   | 16    | 10    | –   | –  | –  | –  | –  |
| 2010/2011                     | New York Rangers                        | NHL                           | 37    | 6   | 13   | 19    | 8     | 5   | 1  | 2  | 3  | 0  |
| 2011/2012                     | New York Rangers                        | NHL                           | 9     | 0   | 3    | 3     | 2     | –   | –  | –  | –  | –  |
| 2011/2012                     | Connecticut Whale                       | AHL                           | 6     | 3   | 2    | 5     | 0     | –   | –  | –  | –  | –  |
| 2011/2012                     | Florida Panthers                        | NHL                           | 22    | 4   | 5    | 9     | 0     | 2   | 0  | 0  | 0  | 4  |
| 2012/2013                     | Ciarko PBS Bank KH Sanok                | PLH                           | 9     | 3   | 7    | 10    | 37    | –   | –  | –  | –  | –  |
| 2012/2013                     | Washington Capitals                     | NHL                           | 27    | 4   | 5    | 9     | 6     | –   | –  | –  | –  | –  |
| 2013/2014                     | Torpedo Niżny Nowogród                  | KHL                           | 54    | 19  | 19   | 38    | 60    | 7   | 1  | 2  | 3  | 2  |
| 2014/2015                     | Torpedo Niżny Nowogród                  | KHL                           | 52    | 23  | 20   | 43    | 36    | 5   | 2  | 2  | 4  | 8  |
| 2015/2016                     | Mietałłurg Magnitogorsk                 | KHL                           | 54    | 18  | 29   | 47    | 22    | 23  | 2  | 8  | 10 | 25 |
| 2016/2017                     | Mietałłurg Magnitogorsk                 | KHL                           | 19    | 5   | 5    | 10    | 6     | –   | –  | –  | –  | –  |
| 2017/2018                     | Kunlun Red Star Mietałłurg Magnitogorsk | KHL                           | 32 14 | 7 5 | 21 7 | 28 12 | 42 10 | 11  | 5  | 6  | 11 | 4  |
| 2018/2019                     | Mietałłurg Magnitogorsk Kunlun Red Star | KHL                           | 18 26 | 6 5 | 9 8  | 15 13 | 0 10  | –   | –  | –  | –  | –  |
| 2019/2020                     | Kunlun Red Star                         | KHL                           | 19    | 2   | 2    | 4     | 8     | –   | –  | –  | –  | –  |
| 2019/2020                     | HC Oceláři Trzyniec                     | ELH                           | 13    | 10  | 7    | 17    | 8     | –   | –  | –  | –  | –  |
| OPJHL                         | OPJHL                                   | OPJHL                         | 33    | 16  | 33   | 49    | 40    | –   | –  | –  | –  | –  |
| OHL                           | OHL                                     | OHL                           | 253   | 130 | 198  | 328   | 143   | 29  | 12 | 8  | 20 | 20 |
| NHL                           | NHL                                     | NHL                           | 451   | 99  | 168  | 267   | 113   | 29  | 8  | 9  | 17 | 8  |
| AHL                           | AHL                                     | AHL                           | 6     | 3   | 2    | 5     | 0     | –   | –  | –  | –  | –  |
| PHL                           | PHL                                     | PHL                           | 9     | 3   | 7    | 10    | 37    | –   | –  | –  | –  | –  |
| KHL                           | KHL                                     | KHL                           | 288   | 90  | 120  | 210   | 194   | 46  | 10 | 18 | 28 | 39 |
| ELH                           | ELH                                     | ELH                           | 13    | 10  | 7    | 17    | 8     |     |    |    |    |    |
| Łącznie w obu etapach sezonów | Łącznie w obu etapach sezonów           | Łącznie w obu etapach sezonów | 1053  | 351 | 535  | 886   | 535   | 104 | 30 | 35 | 65 | 67 |
| Suma łączna obu statystyk     | Suma łączna obu statystyk               | Suma łączna obu statystyk     | 1157  | 381 | 570  | 951   | 602   |     |    |    |    |    |
| Suma z turniejami nieligowymi | Suma z turniejami nieligowymi           | Suma z turniejami nieligowymi | 1169  | 387 | 571  | 958   | 608   |     |    |    |    |    |

## Sukcesy i wyróżnienia
Reprezentacyjne
- Brązowy medal zimowych igrzysk olimpijskich: 2018 z Kanadą

Klubowe
- Brązowy medal Canada Winter Games: 2003 z Team Ontario
- Emms Trophy: 2003, 2006 z Brampton Battalion
- Puchar Gagarina – mistrzostwo KHL: 2016 z Mietałłurgiem Magnitogorsk
- Złoty medal mistrzostw Rosji: 2016 z Mietałłurgiem Magnitogorsk
- Srebrny medal mistrzostw Rosji: 2017 z Mietałłurgiem Magnitogorsk

Indywidualne
- OHL 2002/2003:
  - Skład gwiazd pierwszoroczniaków
- OHL i CHL 2003/2004:
  - Pierwszy skład gwiazd OHL
  - Nagroda najbardziej perspektywicznego zawodnika
  - CHL Top Prospects Game[144][145]
- OHL i CHL 2005/2006:
  - Piąte miejsce w klasyfikacji strzelców w sezonie zasadniczym: 47 goli[146]
  - Trzecie miejsce w klasyfikacji kanadyjskiej w sezonie zasadniczym: 128 punktów[147]
  - Trzecie miejsce w klasyfikacji asystentów w sezonie zasadniczym: 81 asyst
  - Drugi skład gwiazd OHL
  - Red Tilson Trophy – najwybitniejszy zawodnik OHL
  - William Hanley Trophy – najbardziej sportowy zawodnik OHL
  - Canada Post Cup w CHL
- NHL (2006/2007):
  - NHL YoungStars Game
- KHL (2013/2014)[148]:
  - 12. miejsce w klasyfikacji strzelców w sezonie zasadniczym w ramach ligi: 19 goli[149]
    - Pierwsze miejsce w klasyfikacji strzelców w sezonie zasadniczym w drużynie Torpedo: 19 goli

  - 16. miejsce w punktacji kanadyjskiej w sezonie zasadniczym w ramach ligi: 38 punktów[150]
    - Drugie miejsce w punktacji kanadyjskiej w sezonie zasadniczym w drużynie Torpedo: 38 punktów

  - 21. miejsce w klasyfikacji strzelców zwycięskich goli meczowych w sezonie zasadniczym w ramach ligi: 4 gole[151]
    - Drugie miejsce w klasyfikacji strzelców zwycięskich goli meczowych w sezonie zasadniczym w drużynie Torpedo: 4 gole

  - Trzecie miejsce w klasyfikacji strzelców goli w przewadze w sezonie zasadniczym w ramach ligi: 8 goli
    - Pierwsze miejsce w klasyfikacji strzelców goli w przewadze w sezonie zasadniczym w drużynie Torpedo: 8 goli

  - Pierwsze miejsce w klasyfikacji liczby oddanych strzałów w sezonie zasadniczym w drużynie Torpedo: 142
  - Pierwsze miejsce w klasyfikacji średniego czasu spędzonego na lodzie w meczu wśród napastników w sezonie zasadniczym w drużynie Torpedo: 18 min. 31 sek.
- KHL (2014/2015):
  - Rekord ligi KHL w czasie zdobycia hat-tricka (106 sekund)
  - Udział w Meczu Gwiazd KHL (2 gole) oraz rekord w czasie okrążenia lodowiska (13,178 sek.)
  - 14. miejsce w klasyfikacji strzelców w sezonie zasadniczym w ramach ligi: 23 gole[152]
    - Pierwsze miejsce w klasyfikacji strzelców w sezonie zasadniczym w drużynie Torpedo: 23 gole[153]
    - Trzecie miejsce w punktacji kanadyjskiej w sezonie zasadniczym w drużynie Torpedo: 20 asyst
    - Drugie miejsce w punktacji kanadyjskiej w sezonie zasadniczym w drużynie Torpedo: 43 punkty

  - 11 miejsce w klasyfikacji średniego czasu spędzonego na lodzie w meczu wśród napastników w sezonie zasadniczym w ramach ligi: 19 min. 40 sek.
    - Pierwsze miejsce w klasyfikacji średniego czasu spędzonego na lodzie w meczu wśród napastników w sezonie zasadniczym w drużynie Torpedo: 19 min. 40 sek.
- KHL (2015/2016):
  - Piąte miejsce w klasyfikacji +/− w fazie play-off w lidze: +10[154]
- KHL (2017/2018):
  - Dziesiąte miejsce w klasyfikacji asystentów w sezonie zasadniczym: 28 asyst (rozegrał 46 z 56 spotkań)[155]
  - Dziesiąte miejsce w klasyfikacji średniego czasu gry w meczu w sezonie zasadniczym: 19,22 min.[155]
  - Dwunaste miejsce w klasyfikacji strzelców w fazie play-off: 5 goli w 11 meczach[156]
  - Trzynaste miejsce w klasyfikacji kanadyjskiej w fazie play-off: 5 goli w 11 meczach[157]

## Życie prywatne
W 1988 Wolski wyjechał z Polski wraz z rodzicami Zofią i Wiesławem (ang. Wes) oraz starszym bratem Kordianem. Decyzję o emigracji podjął ojciec hokeisty, który ukończył na Śląsku technikum górnicze, a potem pracował jako sztygar w KWK Makoszowy. Przez 18 miesięcy rodzina przebywała tymczasowo w obozie dla uchodźców w Niemczech, a następnie wyjechała w dalszą podróż za Ocean i osiadła w kanadyjskim Toronto (mieszkało tam już rodzeństwo matki Zofii Wolskiej). Początkowo Wolski uprawiał piłkę nożną, następnie dzięki bratu, który trenował hokej na lodzie, rozpoczął naukę tego sportu. Jazdy na łyżwach uczył się na lodowisku w dzielnicy Etobicoke (na początku dysponował łyżwami swojego brata o zbyt dużym dla siebie rozmiarze, do których upychał gazety i zakładał trzy pary skarpet, aby uzyskać jako taki komfort). Treningi hokeja na lodzie rozpoczął w wieku 7 lat. Następnie rodzina przeniosła się do Mississauga. Każdego roku Wolski spędza dużo czasu w Toronto, gdzie ma dom rodzinny.
W związku z trudnym do wymówienia imieniem i nazwiskiem hokeisty dla północnoamerykańskich kibiców oraz obserwatorów NHL, skonstruowano w mediach „zastępczą” formę VOY-teck VOHL-skee dla prawidłowego wymawiania godności zawodnika.
W 2010 otrzymał tytuł honorowego kibica Górnika Zabrze, a przy okazji obdarowano go koszulką klubu z numerem 86, z jakim występuje.
Wolski jest spokrewniony z reprezentantem Polski w piłce nożnej, Sebastianem Milą. Od 2006 do 2007 był związany z kanadyjską aktorką Ashley Leggat. W 2011 media informowały o znajomości Wolskiego z Martą Krupą, siostrą modelki Joanny. Związał się z Jesse Lammers, z którą ma syna Westona Daniela (ur. 17 stycznia 2015) i córkę Lennon (ur. 17 marca 2017).
W listopadzie 2020 w parze z Meagan Duhamel zwyciężył w szóstym sezonie kanadyjskiego programu telewizyjnego pod nazwą Battle of the Blades, w którym w tańcach na lodzie konkurują pary złożone z łyżwiarek figurowych i hokeistów (oboje wygrane przez siebie nagrody, tj. po 50 tys. dolarów, przeznaczyli na cele charytatywne).